# Анте Јакић
Анте Јакић (Пискавица, код Бањалуке, 11. јул 1914 — планина Чемерница, 22. мај 1942), учесник Народноослободилачке борбе и народни херој Југославије.

## Биографија
Рођен је 11. јула 1914. године у селу Пискавица, код Бањалуке.
Пре Другог светског рата је радио био браварски радник.
Члан Комунистичке партије Југославије је од 1939. године.
Учесник Народноослободилачке борбе је од 1941. године.
Погинуо је 22. маја 1942. године у сукобу с четницима на планини Чемерници, заједно са Карлом Ројцем.
После ослобођења, његови посмртни остаци су пренесени и сахрањени на Партизанско спомен-гробље у Бањалуци.
Указом председника Федеративне Народне Републике Југославије Јосипа Броза Тита, 27. јула 1953. године, проглашен је за народног хероја.